# Kerkmeester
Een kerkmeester is een leek die instaat voor het dagelijks financiële beheer van een kerkgemeenschap (parochie of gemeente) en de dagelijkse zorg van het kerkgebouw en alles wat daarbij behoort. Grotere kerkgemeenschappen beschikken over meerdere kerkmeesters, terwijl in kleine parochies de koster soms deze functie overneemt.

## Functie

### Vroeger
De kerkmeester was niet alleen verantwoordelijk voor het kerkgebouw en hetgeen daartoe behoorde, hij was ook verantwoordelijk voor het innen van cijnzen en vorderingen voor de parochie. Goederen die aan de kerk werden geschonken, werden ook vaak door de kerkmeester aanvaard. Als er belangrijke financiële mededelingen waren, deed meestal de kerkmeester dit in plaats van de pastoor. Onder de Republiek, waarin staat en gereformeerde kerk nauw waren verweven, was de kerkmeester in dienst van de plaatselijke vroedschap. Aangezien hij de inkomsten beheerde, stond hij ook in voor de betaling van de predikanten, koster en voorganger. De eigenlijke functie verdween in de jaren 1790, na de hervormingen van de Fransen. De kerk kon vanaf dan geen beroep meer doen op het dorpsbestuur voor financiële tekorten en dergelijk.

### Tegenwoordig
Een voorbeeld van een parochie waar er vandaag een aparte kerkmeester is Hilversum. De functie wordt als volgt beschreven: "De kerkmeester heeft het toezicht op het beheer en het onderhoud van de gebouwen en inventaris namens de Commissie van Beheer. Verder behandelt hij verzoeken over verhuur van de kerk en de zaalruimten en onderhoudt hij het contact met de huurders."
Het instaan voor het verhuur van de kerk en zaalruimten is een verantwoordelijkheid die vroeger uiteraard niet bij het kerkmeesterschap hoorde.
In sommige parochies is een kerkmeester een leek die een bestuurlijke functie bekleed binnen de parochie zoals; leden en/of de vicevoorzitter van een parochiebestuur. Doorgaans is de kerkmeester hierbij de eindverantwoordelijke voor de facilitaire, technische, financiële en overige niet-pastorale zaken in de kerk.